# Gustav Blanke
Gustav Heinrich August Blanke (* 22. Mai 1914 in Bad Salzuflen; † 26. September 2001 in Speyer) war ein deutscher Amerikanist.

## Leben
Er studierte an der Universität Bonn (1935–1936) Germanistik, Anglistik, Geschichte, an der Universität Münster (1936–1938), an der Miami University (1938–1939) und Ohio State University (1939–1941). Nach der Promotion am 15. April 1942 in Münster war er von 1946 bis 1952 wissenschaftliche Hilfskraft der Universität Münster. Von 1960 bis 1961 war er Lehrstuhlvertreter an der Universität Erlangen-Nürnberg. Nach der Habilitation an der Universität Münster am 26. Februar 1962 war er von 1964 bis 1968 Professor in Münster. Von 1968 bis 1973 lehrte er als ordentlicher Professor am Institut für Anglistik und Amerikanistik am Auslands- und Dolmetscherinstitut Germersheim. Von 1973 bis zur Emeritierung 1979 war er ordentlicher Professor an der Johannes-Gutenberg-Universität Mainz im Institut für Anglistik und Amerikanistik am Fachbereich 23 (Angewandte Sprachwissenschaft).

## Schriften (Auswahl)
- Amerikanischer Geist. Begriffs- und wortgeschichtliche Untersuchungen. Meisenheim am Glan 1956, OCLC 73263614.
- Der Amerikaner. Eine sozio-linguistische Studie. Meisenheim am Glan 1957, OCLC 905750309.
- Amerika im englischen Schrifttum des 16. und 17. Jahrhunderts. Bochum 1962, OCLC 459563103.
- Einführung in die semantische Analyse. München 1973, OCLC 797690314.